# The Sirenades
The Sirenades är ett musikalbum från 2014 med jazzsångerskan Lina Nyberg. Det är ett dubbelalbum med skivorna Sirens och Monsters. Den förra med Norrbotten Big Band och den senare med hennes kvintett.

## Låtlista
Alla låtar är skrivna och arrangerade av Lina Nyberg om inget annat anges.

### Cd 1 Sirens
1. One Tone Song
2. The Cyber Song
3. Lilac Wine (James Shelton, arr. Peter Danemo)
4. The Monster
5. The Sirenade
6. Who Shall Measure (arr. Malene Bay Landin)

### Cd 2 Monsters
1. Who Shall Measure (Lina Nyberg/Virginia Woolf)
2. The Skin
3. The Monster
4. The Song of the Roses (Wolfgang Amadeus Mozart/Lina Nyberg)
5. The Woodlouse
6. I Write
7. London London (Caetano Veloso)

## Medverkande
- Lina Nyberg – sång
- Cecilia Persson – piano
- David Stackenäs – gitarr
- Josef Kallerdahl – bas
- Peter Danemo – trummor
- Norrbotten Big Band
  - Bo Strandberg, Magnus Ekholm, Dan Johansson, Jaçek Onuszkiewicz – trumpet
  - Peter Dahlgren, Christine Carlsson, Arvid Ingberg, Björn Hängsel – trombon
  - Håkan Broström, Jan Thelin, Mats Garberg, Karl-Martin Almqvist, Per Moberg – saxofon

## Mottagande
Skivan fick ett gott mottagande när den kom ut med ett genomsnitt på 3,9/5 baserat på tolv recensioner.